# 강릉영동대학교
강릉영동대학교(江陵嶺東大學校, Gangneung Youngdong University)는 강원특별자치도 강릉시에 있는 사립 전문대학이다.

## 연혁
1963년 4월 강릉간호고등학교가 공립으로 설립되었다. 같은 해 6월 개교하였다. 1973년 3월, 강릉간호전문학교로 개편되었으며, 1979년 3월 강릉간호전문대학으로 승격되었다. 1983년 9월 현재의 학교법인 정수학원인 학교법인 한보학원이 학교를 인수하며 사립 전문대학으로 전환되었다. 1988년 3월, 영동전문대학으로 교명을 변경하였다. 2002년 강릉영동대학으로 교명을 변경하고, 2012년 12월 강릉영동대학교로 교명을 변경하였으며 2022년 7월 법인명을 학교법인 현송학원으로 변경하였다.
한편, 2014년, 교육부로부터 정부재정지원제한대학으로 선정된 이력이 있다. 2018년, 대학기본역량진단 결과 역량강화대학에 선정된 이력이 있다.

## 교육편제
강릉영동대학교는 간호, 보건, 자연과학, 인문사회, 공학, 예체능 등 6개 계열을 자체적으로 설정하고 20개 학과를 편제하여 전문학사 학위 과정을 교수하고 있다.

## 교육 방침상의 특징

### 국제 교류
강릉영동대학교는 2019년 기준, 대한민국 교육부 산하 국립국제교육원의 '외국인 유학생 유치∙관리 실태조사'에서 하위 대학에 해당되어 외국인 학생 모집제한 권고대학에 선정된 바 있다.

## 캠퍼스 풍경
강릉영동대학교는 강원특별자치도 소재 사립 전문대학으로, 홍제동에 캠퍼스가 위치한다. 캠퍼스 내 약 14동의 건축물이 위치하고 있다. 캠퍼스 남동부, 공제로359번길을 통해 캠퍼스 내로 접근이 가능하다.

## 같이 보기
- 대한민국의 대학 목록
- 대한민국의 교육